# スマート・ルームミラー
スマート・ルームミラーとは車のルームミラー（バックミラー）に液晶ディスプレイ（モニター）を搭載し車体後部に内蔵した高解像度カメラで映像や情報を映し出すようにしたカメラモニタリングシステム（CMS）。スマート・バックミラーと呼ばれることもある。

## 概要
スマート・ルームミラーは、車体後部、リアウインドウ内側に設置された広角レンズカメラとルームミラー（バックミラー）に内蔵した液晶ディスプレイ（モニター）で構成される。
従来のルームミラー（バックミラー）は、後席の同乗者や積載物等で後方視界を妨げられたり、夜間、雨天時等の後方視野を確保すことが容易ではなかった。
スマート・ルームミラーの登場で、鮮明で広い後方視野を確保し、車両後方や周辺の状況が把握できる様になった。
液晶ディスプレイと通常のミラーとの切り替えが可能な製品、ドライブレコーダーと一体となった製品もある。

## 歴史
1956年、最初のバックアップカメラ（後方モニター、リアビューカメラ）は、コンセプトカーで使用された。バックミラー（リアビューミラー）の代わりにリアマウント・テレビカメラのシステムで、ダッシュボードに内蔵されたテレビ画面に画像を送信した。
1991年、バックアップカメラを搭載した最初の量産車は、トヨタ自動車のソアラ。
近年、トラック・バスなど後退時の車両後方確認の安全装備として製品化されているが、映像は、モニター搭載型カーオーディオやカーナビの液晶画面に映し出す方法であった。
2014年、世界で初めてルームミラー（バックミラー）に液晶ディスプレイ（モニター）を切替式で搭載したスマート・ルームミラーを日産自動車が開発した。

## 各社のスマート・ルームミラー
五十音順
スバル
スマートリヤビューミラー。レヴォーグ、WRX S4、フォレスターに装備されている。
日産自動車
インテリジェント ルームミラーとして2014年3月のジュネーブモーターショーで発表した。インテリジェント アラウンドビューモニター表示機能付きもある。日産・インテリジェントモビリティも参照。
パイオニア
TMX-DM01-VA（型番）。カーテレマティクス端末としてGPSなどの衛星測位システム、そしてジャイロ・加速度センサーを搭載し、ドライブレコーダーとしても利用できる。
パナソニック オートモーティブ&インダストリアルシステムズ社（AIS）
電子インナーミラー。トヨタ純正部品として採用されている。
本田技研工業
アドバンスドルームミラー。エンジン（パワー）スイッチ連動、ミラーモード時は自動防眩機能を装備する。
トヨタ自動車
デジタルインナーミラー（前後方録画機能付）。トヨタ・ハリアー（Gグレード以上標準装備）に採用され、車両前後のカメラで撮影した映像をデジタルインナーミラー内のmicroSDカードに録画する。
モブボイ
問問魔鏡（TicMirror）。4G通信、音声認識などを搭載し、運転者はナビゲーションやメッセージの送受信、音楽の再生などの指示を音声で操作できる。